# Estación Tatuapé
La estación Tatuapé es una estación que forma parte del sistema de trenes metropolitanos de la CPTM y del Metro de São Paulo. 
Está integrada en el Shopping Metro Tatuapé (al lado sur de la estación) y el Shopping Metro Boulevard Tatuapé (al lado norte de la estación). Está ubicada en el distrito homónimo de Tatuapé, dividida físicamente entre las áreas 3 y 4 de la capital paulista.

## Integración CPTM, Metro y SPTrans
La estación Tatuapé de la Línea 3-Roja del Metro de São Paulo posee transferencia tarifada con las estaciones de las Líneas 11-Coral (Expresso Leste) y 12-Safira de la CPTM, que, en contrapartida, poseen transferencia gratuita entre sí.
Existe también la posibilidad de hacer transbordo con el sistema de ómnibus de la capital paulista, de la SPTrans, a través de la Terminal de Ómnibus Norte y de la Terminal de Ómnibus Sur, ambas unidas a la estación de metro, utilizando el Bilhete Único.

## Líneas de SPTrans
Líneas de la SPTrans que salen de la Estación Tatuapé:
| Línea | Prefijo | Letrero Ida            | Letrero Vuelta             |
| ----- | ------- | ---------------------- | -------------------------- |
| 172J  | 31      | Metro Tatuapé          | Uninove                    |
| 172K  | 10      | Metro Tatuapé          | Jd. Tremembé               |
| 172X  | 10      | Metro Tatuapé          | Pq. Novo Mundo             |
| 2501  | 22      | Metro Tatuapé (Circ.)  | Jd. Veronia                |
| 2762  | 10      | Metro Tatuapé          | Ermelino Matarazzo         |
| 2765  | 10      | Metro Tatuapé          | Vila Císper                |
| 2767  | 10      | Metro Tatuapé          | Cidade Pedro J. Nunes      |
| 2769  | 10      | Metro Tatuapé          | Jd. Romano                 |
| 3029  | 10      | Metrô Tatuapé          | Jd. das Rosas              |
| 3720  | 10      | Metro Tatuapé          | Cidade Tiradentes          |
| 3720  | 31      | Metro Tatuapé          | Cidade Tiradentes          |
| 372U  | 10      | Metro Tatuapé          | Vila Santa Isabel          |
| 373M  | 10      | Shopping Metro Tatuapé | Jd. Guairaca               |
| 3759  | 10      | Metro Tatuapé          | Jd. São Pedro              |
| 3760  | 10      | Metro Tatuapé          | Jd. Cibele                 |
| 3760  | 42      | Metro Tatuapé          | Jd. Nossa Senhora do Carmo |
| 3762  | 10      | Metro Tatuapé          | Jd. Iva                    |
| 3763  | 10      | Metro Tatuapé          | Terminal Vila Carrão       |
| 3764  | 10      | Metro Tatuapé          | Santa Bárbara              |
| 3774  | 10      | Metrô Tatuapé          | Jd. Soares                 |
| 3794  | 10      | Metro Tatuapé          | Cidade Tiradentes          |
| 4025  | 10      | Metro Tatuapé          | Vila Califórnia            |
| 4726  | 10      | Metro Tatuapé          | Mooca                      |
| 575A  | 10      | Metro Tatuapé          | Divisa São Caetano         |

## CPTM
Estación ferroviaria que atiende las Líneas 11-Coral (Expresso Leste) y 12-Safira de la Compañía Paulista de Trenes Metropolitanos.

### Tabla
| Sigla | Estación | Inauguración           | Integración                                                      | Plataformas           | Posición    | Comentarios                                   |
| ----- | -------- | ---------------------- | ---------------------------------------------------------------- | --------------------- | ----------- | --------------------------------------------- |
| TAT   | Tatuapé  | 5 de noviembre de 1981 | Bilhete Único de SPTrans y Línea 3 Metro de São Paulo (tarifada) | Centrales y laterales | Superficial | Estación construida por el Metro de São Paulo |

## Metro de São Paulo
Estación de la Línea 3-Roja del Metro de São Paulo.

### Tabla
| Sigla | Estación | Inauguración           | Capacidad                  | Integración                                                     | Plataformas         | Posición    | Comentarios                                                            |
| ----- | -------- | ---------------------- | -------------------------- | --------------------------------------------------------------- | ------------------- | ----------- | ---------------------------------------------------------------------- |
| TAT   | Tatuapé  | 5 de noviembre de 1981 | 60 mil pasajeros hora/pico | Líneas 11-Coral (Expresso Leste) y 12-Safira de CPTM (tarifada) | Laterales y central | Superficial | Conectada al Shopping Metro Tatuapé y Shopping Metro Boulevard Tatuapé |

## Puntos de interés y utilidad pública[2]
- SENAC - Tatuapé
- SESC - Tatuapé
- Shopping Metro Boulevard Tatuapé[3]
- Shopping Metro Tatuapé[4]
- Biblioteca Infantil Hans Christian Andersen[5][6]
- Biblioteca Infantil Professor Arnaldo Magalhães Di Giacomo
- Biblioteca Pública Cassiano Ricardo[7][8]
- Creche Tatuapé
- Cementerio de la Cuarta Parada
- Ópticas Carol - Plaza Silvio Romero 196

## Obras de arte[9]
- "Inter-Relação Entre o Campo e a Cidade", Aldemir Martins, Mural (1993), Cerámica pintada (2,90 x 24,80 m), instalado en el entrepiso de la estación.